# Stezka korunami stromů Krkonoše
Stezka korunami stromů Krkonoše se nachází na jižním okraji Janských Lázní, 100 m od hranice Krkonošského národního parku. Byla otevřená 2. července 2017 a postavila ji společnost Zážitková Akademie provozující i Stezku korunami stromů v jihočeském Lipně nad Vltavou. Krkonošská stezka je 1511 m dlouhá. Zhruba ve dvou třetinách je vyhlídková věž vysoká 45 metrů s výhledem na jih, východ a západ. Celá stavba je bezbariérová a má několik adrenalinových sekcí, jde například o osmdesátimetrový tobogan vedoucí vnitřkem vyhlídkové věže. Součástí je i podzemní jeskyně o rozloze 400 m² s expozicí o kořenech stromů a mikrosvětě půdy. Celkové náklady činily 180 milionů Kč a byly financovány soukromými investory.